# Центральний банк Сан-Марино
Центральний банк Сан-Марино (італ. Banca Centrale della Repubblica di San Marino) — центральний банк республіки Сан-Марино.
Банк було створено у 2005 році. Він був де-факто замінений Європейським Центральним Банком. Однак, банк не є членом Європейської системи центральних банків чи Євросистеми оскільки Сан-Марино не вважається частиною єврозони. Разом з тим, республіка є третьою країною, яка вирішила прийняти євро.
Цілі Центрального банку Сан-Марино визначені у статті 3 національного закону № 96 від 29 червня 2005 року:
- підвищувати стабільність фінансової системи та наглядати за кредитними потоками;
- надавати фінансові послуги державним та публічним інституціям з метою координування потоків готівки та інших фінансових джерел;
- забезпечувати сталу фінансову систему для Сан-Марино;
- спрощувати економічну діяльність шляхом підтримання для республіки ефективної та безпечної платіжної системи.

Завдяки спеціальній угоді з Європейська Комісія (від імені Італії), Сан-Марино може карбувати обмежену кількість монет євро щорічно, хоча на практиці це робить Італія.
На відміну від багатьох інших центральних банків, Центральний банк Сан-Марино є також органом фінансового регулювання, що охоплює банківський сектор, ринок фінансових послуг та страхування в Сан-Марино.